# Gerrit Smith Miller
Aquest autor és citat en taxonomia animal amb el nom «Miller».
Gerrit Smith Miller, Jr. fou un zoòleg estatunidenc. Graduat a la Universitat Harvard el 1894; treballà sota Clinton Hart Merriam al Departament d'Agricultura dels Estats Units. Esdevingué conservador ajudant de mamífers al Museu Nacional dels Estats Units de Washington el 1898 i hi fou conservador entre el 1909 i el 1940, quan esdevingué Associat en biologia a la Institució Smithsonian. El 1906 viatjà a França, Espanya i Tànger en un viatge de recol·lecció. El 1915, publicà els resultats dels seus estudis de motlles d'exemplars associats amb l'home de Piltdown, arribant a la conclusió que el maxil·lar provenia en realitat d'un simi fòssil.